# إيبيفيه فارما
شركة إيبيفيه فارما (بالألمانية: EBEWE Pharma) هي شركة صيدلانية نمساوية مقرها في أونتراخ آم آترسي، تابعة لشركة ساندوز إحدى شركات نوفارتس.

## تاريخ الشركة
تأسست عام 1934 في فيينا. وفي عام 1945، انتقل مقر الشركة ومراكز الأبحاث والإنتاج إلى أونتراخ في زالسكامرغوت.
وخلال الفترة من 1956 إلى 2001، كانت الشركة مملوكة لمجموعة باسف الألمانية. وفي عام 2001، استحوذ القسم الصيدلاني في مختبرات أبوت الأمريكية على مجموعة باسف ولفترة قصيرة.
بعد ذلك قام مجموعة من المستثمرين بالاستحواذ على إيبيفيه فارما من أبوت.
وفي عام 2009، استحوذت شركة ساندوز المختصة بالأدوية المكافئة على إيبيفيه فارما بمبلغ 925 مليون يورو.

## المنتجات
تنتج شركة إيبيفيه فارما 25 منتجا دوائيا تضم مجموعة من أدوية العلاج الكيميائي والمكملات الغذائية وأدوية أخرى تغطي اختصاصات مختلفة.

### الأمثلة
- Immunoprin
- Alexan
- Calciumfolinat EBEWE
- ميثوتركسيت